# Morsarvet
Morsarvet är en svensk TV-serie från 1993 i regi av Staffan Roos och manus av Solveig Ternström, som även gestaltade en av karaktärerna.
En uppföljare Farsarvet var planerad, men när inspelningen skulle påbörjas blev Ternströms mor sjuk och projektet fick avbrytas.
I juni 2011 firades Morsarvets 20-årsjubileum i Eda och serien släpptes på dvd.

## Rollista
- Solveig Ternström som Lilly Amundsen, en norsk kvinna på flykt från nazisterna. Hon och hennes barn tar skydd i hennes mors hus i Sverige.
- Stig Torstensson som Albin, Lillys alkoholiserade bror och medlem av det ökända Munkforsgänget.
- Peter Jankert som Greven.
- Paula Ternström som Ada Amundsen, Lillys traumatiserade dotter.
- Øystein Riise Naess som Ola Amundsen, Adas bror.
- Elaine Sjöberg som Beda, en klok gammal dam
- Mats Berglund, Odd Engström, Lennart Eldsfors, Bengt-Arne Ericsson, Bengt Berg, Thor Eriksson, Peter Jankert och Leif Persson som Munkfors Gänget, en grupp infödda värmlänningar som påminner om Kavaljererna i Gösta Berlings saga.
- Sven Lindberg som Johan, Lillys styvfar.
- Hans Sandqvist som Mörkermannen, en ande som företräder ondskan.
- Peter Stormare Kapten Bergkvist, en svensk kapten i desperat behov av vinteruniformer för sina trupper.
- Björn Söderbäck som Landsfiskal Henningson, en illvillig nazi-sympatisör.
- Johan Rabaeus som Främlingen.
- Lars Löfgren Per-Erik Nordqvist och Olle Eriksson som mystiska svensk nazister som terroriserar Lilly på ett tåg.
- Torsten Wahlund som Arne Amundsen, Lillys man och en kapten i  Norska armén.
- Ketil Høegh som Guldbransen, en norsk nazi-polis som sätter Lilly i fängelse.
- Hallvard Holmen som "Knud Larsen", Adas fästman och aktivist i den norska motståndsrörelsen.